# Franz Höller
Franz Paul Höller (* 10. Dezember 1909 in Graslitz, Österreich-Ungarn; † 1. Januar 1972 in Frankfurt am Main) war ein deutscher Schriftsteller und Journalist. Er war von 1938 bis 1945 Propagandaleiter des Reichsgaus Sudetenland.

## Leben und Wirken
Höller stammte aus dem böhmischen Teil des Erzgebirges. Er war der Sohn des Rechnungsführers Franz Robert Höller und dessen Ehefrau Julie geborene Graf und kam im Haus Graslitz Nr. 860 zur Welt. Nach dem Schulbesuch studierte er an der Karls-Universität in Prag Kunstgeschichte und Germanistik. Danach war er kulturpolitisch tätig und schrieb 1934 seinen ersten Roman.
Nach der Eingliederung des Sudetenlandes der Tschechoslowakei in das Deutsche Reich im Oktober 1938 wurde er Gaupropagandaleiter der NSDAP im neu gebildeten Reichsgau Sudetenland, nachdem er 1933 bereits der SS und zum 1. November 1938 dann der NSDAP beigetreten war (Mitgliedsnummer 6.766.918).
Nach Ende des Zweiten Weltkrieges wurde Höller Chefredakteur des Hessischen Bund-der-Vertriebenen-Organs „Wegweiser für Heimatvertriebene“ und war als Journalist tätig.

## Publikationen (Auswahl)
- Kameraden der Zeit. Sudetendeutsche Gedichte. Kraft, Karlsbad-Drahowitz, Leipzig, 1936 (Ausg. 1935).
- Kantate des Lebens. Gedichte und Chöre. Kraft, Karlsbad-Drahowitz, 1937.
- Von der SdP in die NSDAP. Ein dokumentarischer Bildbericht von der Befreiung des Sudetenlandes und vom Einzug der deutschen Truppen in das Protektorat Böhmen und Mähren. Geleitwort von Konrad Henlein. Kraft, Karlsbad-Drahowitz, Leipzig, 1939.
- Schill. Ein Schauspiel. Karlsbad-Drahowitz, Adam Kraft, 1939.
- Görtz, Kanzler von Schweden. Tragödie. Kraft, Karlsbad, Leipzig, 1941.
- Herz in Böhmen. Gedichte. Prag u. a., 1943.